# محمد صالح الخضري
محمد صالح الخضري طبيب فلسطيني وعضو في حركة حماس. كان ممثلًا للحركة بالسعودية بين عامي 1992 و2009.

## سيرته
وُلد عام 1938، ودرس الطب في جامعة القاهرة التي تخرج منها عام 1962.
عمل طبيبًا في قطاع غزة بمستشفى الشفاء الطبي لعدة شهور، ثم انتقل للعمل في الكويت في شركة طبية خاصة ثم طبيبًا في الجيش الكويتي.
تخصص في مجال الأنف والأذن والحنجرة، وحصل على درجة “الزمالة” من جامعة “إدنبرة” البريطانية.
انتقل بعد الغزو العراقي للكويت وتهجير الفلسطينيين إلى عمّان ثم إلى السعودية حيث عمل في جمع التبرعات للفلسطينيين، بعلم السلطات السعودية، خلال فترة تمثيله لحركة حماس هناك منذ 1992 وحتى 2009.

## الاعتقال
في 4 أبريل 2019، اعتقله جهاز رئاسة أمن الدولة السعودي في مدينة جدّة، وأبلغه أنه يريده في قضية صغيرة لفترة زمنية قصيرة، وسيتم إعادته إلى منزله، لكن القيادي الثمانيني المُصاب بمرض السرطان، بقي قيد الاعتقال.
كما اعتقل الجهاز ذاته، في وقت لاحق من ذلك اليوم، نجل الخضري الأكبر «هاني»، المهندس المحاضر في جامعة أم القرى بمكة.
لم يكون الخضري ونجله الوحيديْن اللذيْن تم اعتقالهما بدون توجيه تهمة.
قال المرصد الأورومتوسطي لحقوق الإنسان، في بيان أصدره يوم 6 سبتمبر 2019، إن السعودية تخفي قسريا 60 فلسطينيا.

قضت المحكمة الجزائية السعودية بحبسه 15 عامًا رفقة نحو 69 فلسطينيًا وأردنيًا، حيث تراوحت الأحكام بين البراءة والحبس 22 عامًا. لاحقًا في ديسمبر2021، خفضت محكمة الاستئناف حكمه إلى 6 سنوات مع وقف التنفيذ لثلاثة أعوام.
في 16 أكتوبر 2022، قررت السعودية الإفراج عنه.
في 19 أكتوبر 2022، أعلنت حركة حماس إخلاء السعودية سبيله، وترحليه إلى الأردن.